# Deszcz nawalny

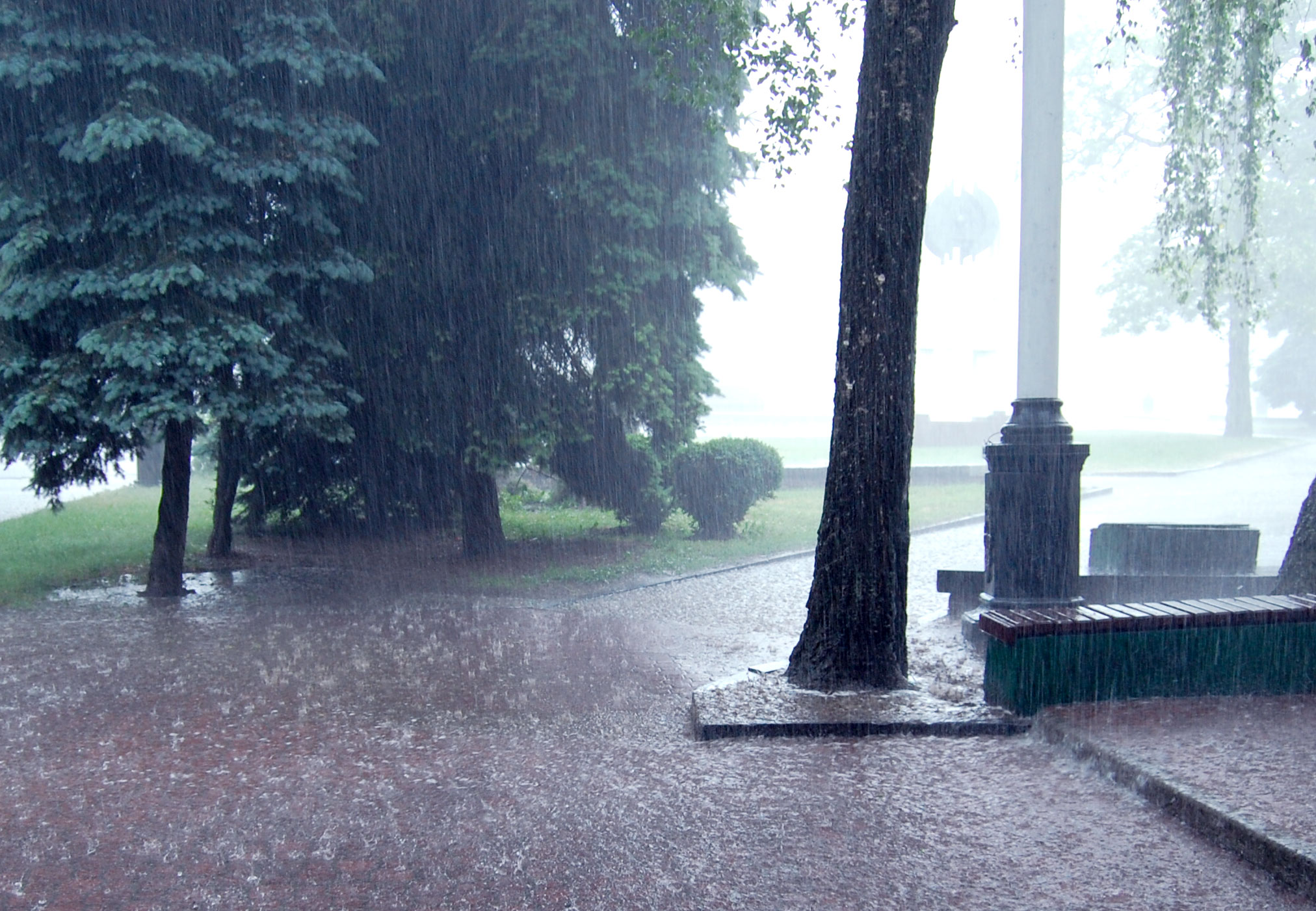
Deszcz nawalny

Deszcz nawalny (oberwanie chmury) – krótkotrwały deszcz o dużym natężeniu, którego czas trwania waha się od kilku do kilkudziesięciu minut w warunkach klimatu umiarkowanego. Łączna suma opadu może przekraczać wtedy 100 mm. Występuje tylko w okresie letnim i na ogół jest związany z niewielkim obszarem.
Często właśnie takie opady są przyczyną lokalnych powodzi zwanych powodziami błyskawicznymi.